# Asceua torquata
Asceua torquata là một loài nhện trong họ Zodariidae.
Loài này thuộc chi Asceua. Asceua torquata được Eugène Simon miêu tả năm 1909.